# Michelle Dusserre
Michelle Dusserre född den 26 december 1968 i Long Beach, Kalifornien, är en amerikansk gymnast.
Hon tog OS-silver i lagmångkampen i samband med de olympiska gymnastiktävlingarna 1984 i Los Angeles.